# Daniel Elmer Salmon
Pour les articles homonymes, voir Daniel Salmon et Salmon.
Daniel Elmer Salmon, né le 23 juillet 1850 à Mount Olive dans le New Jersey, mort le 30 août 1914 est devenu en 1876 le premier diplômé en doctorat de médecine vétérinaire (Doctor of Veterinary Medicine - D.V.M) des États-Unis.
Le genre Salmonella a été nommé ainsi en son honneur par Joseph Léon Lignières, même si l'homme qui a découvert le genre était Theobald Smith, qui travailla sous la direction de Salmon au Bureau of Animal Industry (BAI) dès 1884,.